# Haruspex submaculatus
Haruspex submaculatus är en skalbaggsart som först beskrevs av White 1855.  Haruspex submaculatus ingår i släktet Haruspex och familjen långhorningar. Inga underarter finns listade i Catalogue of Life.